# تشانغ ووجي
تشانغ ووجي (بالصينيّة: 张无忌) شخصية رواية جين يونغ لفنون الدفاع عن النفس «سيف التنين السماوي» 倚天屠龙记، زعيم الجيل الرابع والثلاثين من مينغ الطاوية.

## مقدمة عن الشخصية
تشانغ ووجي (بالصينيّة: 张无忌) شخصية رواية جين يونغ لفنون الدفاع عن النفس «سيف التنين السماوي» 倚天屠龙记، زعيم الجيل الرابع والثلاثين من مينغ الطاوية. قطعة من كويشان وابن يين سوسو، أمير ويوي في طائفة تيانينغ، أحد الأبطال السبعة في ودانغ، وابن شيه شون، أحد الأوصياء الأربعة لأسرة مينغ. ولد ليعيش حياة بدائية في جزيرة Binghuo، فقد شبابه عندما وطأت قدماه في منتصف الأرض. كان إله الآلهة الأوسط العميق باردًا وخطيرًا، ثم تولى ممارسة طبية في وادي الفراشات وأرسل الأيتام إلى المنطقة الغربية تشو فنغشنغ. 
بعد معاناته من البرد والسم لمدة سبع سنوات، سيجمع المصير المبارك بين مهارات فنون الدفاع عن النفس العظيمة والمهارات الأربع Nine Yang Divine، وحركة Qiankun، و Taijiquan (و Taiji Sword)، و Holy Fire لجعل المهارات الإلهية لا تقهر. بالإضافة إلى ذلك، قام أيضًا بتحسين التقنيات الطبية وتقنيات التسمم من أجل الإنسانية، أنقذ عددًا لا يحصى من الناس في حياته، وغالبًا ما قهر العدو دون قتل. القوة مختلفة تمامًا، وقد قرر شخص واحد محاربة عدة عشرات من كبار الأساتذة.

## مؤلفاته
- 九阴真经
- 乾坤大挪移
- 九阳神功